# Socialisering (økonomi)
 Denne artikel omhandler Socialisering (økonomi). For andre betydninger af socialisering, se Socialisering.
Socialisering benyttes - især i ældre marxistisk litteratur - synonymt med økonomisk socialisering om produktionsforhold, hvor arbejderne selv har kontrollen med produktionen i virksomhederne. Begrebet stilles i modsætning til nationalisering, hvor staten overtager styringen  eller ejerskabet i virksomheder, der tidligere var private. Begrebet må ikke forveksles med det sociologiske socialiseringsbegreb.

## Betydninger
I den økonomiske diskurs har socialisering flere forskellige, men relaterede betydninger. I socialistisk økonomi henviser udtrykket sædvanligvis til en omstrukturering af den kapitalistiske produktion; i stedet for at skabe profit til kapitalejerne, skal produktionen af varer og tjenesteydelser direkte tilfalde arbejderne. I sin mest vidtgående form indebærer det afslutningen på den monetære værdiansættelse af produktionsprocessen. 
Socialisering er også blevet brugt som en fællesbetegnelse for forskellige typer af socialt ejerskab, herunder forskellige modeller for medarbejderejede kooperativer. I Danmark var sådanne ideer grundlaget for Socialdemokratiets og LOs forslag om Økonomisk demokrati. Økonomen Pat Devine har argumenteret for, at socialisering af virksomhederne er et vigtigt element i en hypotetisk socialistisk økonomi, og definerer det sociale ejerskab som en økonomisk socialisering, hvor virksomheden ejes eller kontrolleres af dem, der direkte arbejder i produktionen.  I modsætning hertil definerer Alec Nove det sociale ejerskab som en form for offentligt ejet virksomhed. med en vis uafhængighed af staten. Det sociale ejerskab er således en modsætning til statsejerskab; i praksis er det eneste konkrete eksempel, der ofte henvises til den model, der blev benyttet i Titos Jugoslavien.

## Teori
Karl Marx og Friedrich Engels benytter begrebet socialisering om den proces, hvor den økonomiske aktivitet ændres fra en isoleret produktion i små enheder til en social relation i større fabrikker. Allerede under kapitalismen påbegyndes en form for socialisering af produktionen på fabrikkerne og en tilsvarende socialisering af arbejdskraften gennem en centralisering af kapitalen. Ifølge marxistisk teori udvikles en modsæætning mellem den socialisrede produktion og det privat ejerskab, som skaber merværdi. Den øgede socialisering indebærer en kollektiv bevidsthed hos arbejderklassen, som kan danne udgangspunkt for overgangen fra kapitalisme til socialisme. 